# Cabanas (Abegondo)
Cabanas (llamada oficialmente San Xián de Cabanas) es una parroquia y una localidad española del municipio de Abegondo, en la provincia de La Coruña, Galicia.

## Otras denominaciones
La parroquia también es conocida por los nombres de San Julián de Cabanas y San Xulián de Cabanas.

## Organización territorial
La parroquia está formada por diez entidades de población, constando una de ellas en el nomenclátor del Instituto Nacional de Estadística español:
- A Capela
- Cabanas*
- Carballal
- O Igrexario
- O Patarelo
- O Souto
- Quintán
- Rigueira (A Regueira)
- Ribeira (A Ribeira)
- Suasviñas
- Torrente

## Demografía

### Parroquia
| Gráfica de evolución demográfica de Cabanas (parroquia) entre 2000 y 2019 |
|                                                                           |
| Datos según el nomenclátor publicado por el INE.                          |

### Localidad
| Gráfica de evolución demográfica de Cabanas (localidad) entre 1999 y 2018 |
|                                                                           |
| Datos según el nomenclátor publicado por el INE.                          |